# 永樂了全
永樂 了全（えいらく りょうぜん、1770年（明和7年）-1841年（天保12年））は江戸時代後期に活躍した京焼の陶芸家。 千家十職の一つ、土風炉師・善五郎の十代である。九代善五郎の息子。天明の大火により全焼した西村家を立て直して工房を整備し、善五郎の歴史上屈指の名工である保全を養子に迎えて育てるなど、その功績は大きい。また、千家出入りになったのも了全の代からである。
1817年に息子の永樂保全に善五郎の名を譲って隠居し、以降は了全と名乗った。隠居後も保全や他の職人と共同で制作を続けた。

## 作品・作風
土風炉は素焼きの土器に黒漆を重ねがけした伝統的な手法で製作した。一方で、晩年になってから交趾焼、瀬戸焼などの写しを歴代の善五郎の中で初めて本格的に行なった。また樂了入（九代・樂吉左衛門）と親交があり、同じ町内に移り住むほど影響を受けた。

## 略歴
- 1770年（明和7年）九代・西村善五郎の息子として生まれる。両親は早くに亡くなる。
- 1788年（天明8年）天明の大火により西村家が全焼。家屋敷、記録類および印章を失う。
- 1804年（文化元年）表・裏・武者小路の三千家の後援を受け、土風炉師・西村家を再興。
- 1806年（文化3年）この頃、千太郎（後の永樂保全）を養子にする。
- 1815年（文化12年）樂家と同じ町内に転居。
- 1817年（文化14年）永樂保全に善五郎の名を譲り、了全と名乗る。
- 1841年（天保12年）71歳で亡くなる。